# Мейнстрімна економіка
Мейнстрімна економіка (англ. Mainstream economics — «економіка основної течії») — це сукупність знань, теорій та моделей економіки, як викладають університети у всьому світі, які, як правило, приймаються економістами як основа для обговорення. Також відома як ортодоксальна економіка, вона може протиставлятися гетеродоксальній (неортодоксальній) економіці, яка охоплює різні школи чи підходи, які приймає меншість економістів.
Професія в економічній теорії традиційно була пов'язана з неокласичною економікою та з неокласичним синтезом, а з середини XX століття включила кейнсіанський підхід до макроекономіки. Однак ця вимога була оскаржена видатними істориками економічної думки, такими як Девід Колландр. Вони стверджують, що сучасні економічні основні теорії (теорія ігор, поведінкова економіка, промислова організація, інформаційна економіка тощо) мають дуже мало спільних позицій з початковими аксіомами неокласичної економіки.

## Сполучені Штати
У Сполучених Штатах економісти, як правило, не розділені на школи, але існують дві основні сучасні економічні школи — «солоноводна та прісноводна школи економіки». На початку 1970-х років так звані «прісноводні економісти» поставили під сумнів існуючий консенсус у макроекономічних дослідженнях. Основна ідея їхнього підходу полягала в тому, що макроекономіка повинна бути динамічною, кількісною та ґрунтуватися на тому, як люди та установи приймають рішення в умовах невизначеності.
Багато прихильників цього принципово нового підходу до макроекономіки були пов'язані з університетом Карнегі-Меллона, Чиказьким університетом, Університетом Рочестера та Університетом Міннесоти. Їх назвали «прісноводною школою», оскільки Пітсбург, Чикаго, Рочестер та Міннеаполіс розташовані ближче до Великих озер. Створений консенсус захищали насамперед економісти університетів та інших установ, розташованих поблизу східного та західного узбережжя США, таких як Берклі, Гарвард, MIT, Пенсільванський університет, Прінстон, Колумбія, Стенфорд та Єль. Тому їх часто називали «морськими школами». Економісти, як правило, не ідентифікують себе як членів певної школи, хоча на політичній арені їх іноді класифікують.
«Солоноводні економісти» виступають за активнішу роль уряду в усуненні або протидії різного роду перешкодам, які заважають ринкам повернутися до стану рівноваги. «Прісноводні економісти» вважають, що політика уряду або буде неспроможною, або навіть може зашкодити («фіаско держави»).

## Історія
Економіка завжди мала декілька шкіл економічної думки, причому різні школи мали різну популярність у різних країнах та з часом. Сучасне використання терміна «мейнстрімна економіка» характерне для епохи після Другої світової війни, особливо в англомовному світі, і меншою мірою в усьому світі загалом.
До розвитку та поширеності класичної економіки домінуючою школою в Європі був меркантилізм, який був скоріше вільним набором споріднених ідей, ніж інституціоналізована школа. З розвитком сучасної економіки, умовно названої в кінці XVIII століття Багатством народів Адама Сміта, британська економіка і стала домінувати в тому, що тепер називається класичною школою. Від Багатства народів до Великої депресії домінуючою школою в англомовному світі була класична економіка та її нащадок — неокласична економіка. У континентальній Європі більш рання робота фізіократів у Франції формувала окрему традицію, як і пізніша робота історична школа економіки в Німеччині, і впродовж усього XIX століття в британській економіці проходили дискусії, зокрема, про опозиційну школу недоспоживання (англ. underconsumption theory in economics).
Впродовж Великої депресії та наступної Другої світової війни привернула увагу школа кейнсіанської економіки, яка побудована на роботі школи недоспоживання, а сучасна мейнстрімна економіка випливає з неокласичного синтезу, який виник після Другої світової війни злиттям кейнсіанської макроекономіки та неокласичної мікроекономіки.
У континентальній Європі, навпаки, кейнсіанська економіка була відхилена, а німецька думка домінувала у Фрайбурзькій школі, політична філософія ордолібералізму якої склала інтелектуальну основу повоєнної соціальної ринкової економіки Німеччини. У межах країн, що розвиваються, які становили більшість населення світу, впливали різні школи економіки розвитку (англ. Development economics).
Починаючи з 2007 року фінансова криза 2007—2010 років та глобальна економічна криза, що виникла, публічно виявили розбіжності в економіці та викликали дискусії.

### Термін
Термін «мейнстрімна економіка» став вживатися наприкінці XX століття. Він з'явився у 2001 році у виданні навчального посібника «Економікс» Самуельсона та Нордхауза на внутрішній задній обкладинці «Родинного дерева економіки», де зображені стрілки в «сучасній мейнстрімній економіці» від Дж. М. Кейнса (1936) та неокласичній економіці (1860—1910). Сам термін «неокласичний синтез» також вперше з'являється у виданні підручника Самуельсона 1955 року. Відкритим залишається питання, чи збігаються сьогодні дві концепції неокласичного синтезу та ортодоксальної економіки.

## Область застосування
Мейнстрімна економіка може бути визначена, на відміну від інших шкіл економіки, за різними критеріями, зокрема за її припущеннями, методами та темами. Однак також корисно оскаржити це розрізнення з огляду на мутацію мейнстрімної економіки.

### Припущення
Попри те, що багато гетеродоксальних шкіл давно відкидаються, кілька припущень використовуються для підтримки багатьох основних економічних моделей. До них належать неокласичні припущення теорії раціонального вибору, репрезентативний агент і, часто, раціональні очікування. Однак значна частина сучасного економічного моделювання полягає у дослідженні ефектів, які ускладнюють фактори на моделі, такі як недосконала та асиметрична інформація, обмеженість раціональності, недосконалість ринків, недосконала конкуренція та трансакційні витрати.
Спершу початковою точкою ортодоксального економічного аналізу був індивід. Фізичні особи та фірми загалом визначалися як одиниці із загальною метою: максимізація за допомогою раціональної поведінки. Єдині відмінності полягали в тому, що:
- конкретна мета максимізації (люди прагнуть максимізувати корисність, а фірми прибуток);
- та обмеження, що виникають у процесі максимізації (люди можуть бути обмежені обмеженими доходами або товарами, а фірми можуть бути обмежені технологією або наявністю вхідних ресурсів).[9]

З цієї (описової) теоретичної бази економісти-неокласики на зразок Альфреда Маршалла часто виводять — хоча й не систематично — політичний припис того, що політичні дії не повинні використовуватися для вирішення проблем економічної системи. Натомість рішення повинно випливати з втручання на вищезазначені цілі та обмеження максимізації. Саме в цьому контексті економічний капіталізм знаходить своє виправдання. Однак мейнстрімна економіка тепер включає описові теорії фіаско ринку та фіаско держави та приватні й суспільні блага. Ці розробки пропонують широкий спектр поглядів на бажаність чи в інший спосіб втручання уряду з більш нормативної точки зору.

### Методи
Економіка мейнстріму також була визначена методологічно як робота, у якій готові брати участь економісти, яка вимагає відповідності основній мові математичних моделей, яка містить обчислення, оптимізацію та порівняльну статику. Згідно з цим визначенням, сфери думки, які, як правило, вважаються гетеродоксальними, оскільки вони не працюють за типових неокласичних припущень, таких як еконофізика, поведінкова економіка та еволюційна економіка, можна вважати мейнстрімом, коли вони залучені переважно з використанням мейнстрім-методів. Джеффрі Ходжсон розглядав можливість того, що еволюційна економіка та інституційна економіка з часом можуть стати новим мейнстрімом.
Крім того, деякі сфери економіки включають елементи як мейнстрімної економіки, так і гетеродоксальної економіки: наприклад, австрійська економіка , інституційна економіка, нейроекономіка та теорія нелінійної складності. Вони можуть використовувати неокласичну економіку як точку відправлення. Принаймні один інституціоналіст стверджував, що «неокласична економіка більше не домінує над мейнстрімною економікою».

### Теми
Економіка спочатку була сформована як дисципліна, що стосується цілого кола питань, що обертаються навколо грошей та багатства. Однак у 1930-х роках мейнстрімна економіка почала мутувати в науку про людські рішення. У 1931 році Ліонель Роббінс чудово написав «Економіка — це наука, яка вивчає поведінку людини як взаємозв'язок між цілями і обмеженими засобами, які мають альтернативні можливості». Це накреслило межу між основними напрямками економіки та іншими дисциплінами та школами, що вивчають економіку.
Основний підхід економіки як науки про прийняття рішень сприяв розширенню сфери дисципліни. Такі економісти, як Гері Беккер, почали вивчати, здавалося б, далекі галузі, такі як злочин, сім'я, право, політика та релігія. Таке розширення іноді називають економічним імперіалізмом.

## Критика
З часів фінансової кризи 2007—2010 років як серед економічних теоретиків, так і широких кіл громадськості виникла суттєва конфліктність щодо стану та майбутнього короткотермінової макроекономіки, яка була переплутана з усією мейнстрімною економікою. Деякі критики стверджують, що потенційні перспективні підходи були виключені в мейнстрімних масових публікаціях через акцент на проблемах, підданих формальному моделюванню.
Харталізм, який зазвичай вважається частиною посткейнсіанських напрямів думки, критикує мейнстрімну теорію за нездатність описати фактичні механізми сучасної декретної грошової економіки. Харталізм фокусується на альтернативній моделі способу протікання грошей через різні сектори економіки. Харталісти відкидають основні теорії, такі як ринок позичкових коштів, мультиплікатор грошей та корисність фіскальної дисципліни.
Деякі економісти в дусі екологічної економіки вважають, що неокласичну «святу трійцю» раціональності, жадібності та рівноваги замінюють святою трійцю цілеспрямованої поведінки, освіченого власного інтересу та стійкості, значно розширюючи сферу того, що є мейнстрімом. Екологічна економіка вирішує проблеми сталого розвитку, такі як суспільні блага, природний капітал та негативні зовнішні явища (наприклад, забруднення).
Однією з найбільш яскравих опозиційних до мейнстрімної економіки шкіл є Австрійська школа економіки.
Головне звинувачення мейнстрімної економіки — визнання нею необхідності державного регулювання. Ростислав Капелюшніков так формулює цю проблему: «У мейнстрімі сучасної економічної теорії — точніше, в його нормативній складовій — домінує „класичне“ уявлення про людину політичну, яка ставить понад усе благо суспільства. В державі представники економічного мейнстріму продовжують за замовчуванням бачити доброзичливого диктатора (свого роду deus ex machina), втручання якого необхідно скрізь, де ринок терпить провали, не справляючись із завданням оптимального розміщення ресурсів. Виправляючи їх, вона, як передбачається, завжди буде діяти в інтересах суспільства. Не можна, однак, не помітити, що в тих випадках, коли „провалів“ зазнає сама держава, сучасна нормативна теорія не схильна закликати до ослаблення державного втручання і надання більшої свободи ринку. Замість цього вона, як правило, вчиняє навпаки, закликаючи до заміни менш жорсткої форми регулювання, здатної продемонструвати свою неспроможність, більш жорсткою, яка і вирішить всі проблеми. При такій інтелектуальній грі в одні ворота не потрібно дивуватися, якщо в найближчі десятиліття ми станемо свідками наростаючою ескалації державного інтервенціонізму»